# Marta Wójcik
Pour les articles homonymes, voir Wójcik.
Marta Wójcik (née Pluta le 17 février 1982 à Piotrków Trybunalski) est une joueuse de volley-ball polonaise. Elle mesure 1,83 m et joue au poste de passeuse.

## Clubs
| Club                             | De        | À         |
| -------------------------------- | --------- | --------- |
| SMS PZPS Sosnowiec               | 1997-1998 | 2000-2001 |
| SSK Calisia Kalisz               | 2001-2002 | 2005-2006 |
| AZS Białystok                    | 2006-2007 | 2006-2007 |
| Pałac Bydgoszcz                  | 2007-2008 | 2007-2008 |
| Budowlani Łódź                   | 2008-2009 | 2012-2013 |
| MKS Zorza Wodzisław Śląski       | 2013-2014 | 2013-2014 |
| AZS KSZO Ostrowiec Świętokrzyski | 2014-2015 | 2014-2015 |
| Budowlani Toruń                  | 2016-2017 | 2017-2018 |
| ŁKS Łódź                         | 2018-2019 | …         |

## Palmarès
- Championnat de Pologne
  - Vainqueur : 2005, 2019.
  - Finaliste : 2004.
- Coupe de Pologne
  - Vainqueur : 2010.